# Tanjong Beurunyong
Tanjong Beurunyong is een bestuurslaag in het regentschap Aceh Utara van de provincie Atjeh, Indonesië. Tanjong Beurunyong telt 257 inwoners (volkstelling 2010).